# ۲۱ تازی‌ها
۲۱ تازی‌ها یک ستاره است که در صورت فلکی تازی‌ها قرار دارد.